# یردلن (یورغیر)
یردلن (به ترکی استانبولی: Yerdelen) یک منطقهٔ مسکونی در ترکیه است که در یورغیر واقع شده‌است.